# Konice (Znojmo)
Konice (dříve Německá Konice, německy Deutsch Konitz) je vesnice, část okresního města Znojmo. Je zde evidováno 135 adres. Trvale zde žije 392 obyvatel.
Konice leží v katastrálním území Konice u Znojma o rozloze 3,5 km2.

## Popis
Konice leží na jižní Moravě, v blízkosti hranic mezi Českem a Rakouskem. Jsou situovány na jihovýchodním svahu Kraví hory, která v miocénu (cca před 20–25 miliony let) tvořila břeh prehistorického moře vyplňující Panonskou pánev. Ves se táhne z mírného kopce dolů, do úrodné jihomoravské nížiny (nadmořská výška je kolem 300 m nad mořem). V okolí se nachází řada vinic. Kousek od Konic, mezi vedlejší obcí Popice, ústí Trauznické údolí, vedoucí k nedaleké protékající hraniční řece Dyji.
Ves nemá vlastní samosprávu, jelikož 1. 7. 1980 byla připojena k 3 km vzdálenému Znojmu a tím spadá pod znojemský městský úřad. Počet domů v Konicích se pohybuje kolem 110, ve kterých bydlí od konce 2. světové války průměrně 350 obyvatel. Nachází se zde škola a školka, obchod, hostinec, dětské hřiště, sportovní hřiště, knihovna, rybník, fara, kostel a hřbitov. V r. 2009 bylo kolem kostela nainstalováno několik halogenových světel, které každý den po setmění stavbu osvětlují. Oblast Konic je turisticky velmi populární, jelikož zde prochází jedna z hlavních turistických tras NP Podyjí. Díky dvoukilometrové vzdálenosti vesnice od hlavní silnice vedoucí na Znojmo a v opačném směru na Rakousko, nejsou zdejší cesty frekventované a automobilová doprava je tu velice mírná. Další zajímavostí je historicky nejstarší oblast Konic od prvního osídlení, která se nachází ve spodní části obce s domy původních vinařů a sedláků. Jsou postaveny na pískovcovém podloží prehistorického moře, které tak umožnilo zbudovat spletené sítě sklepních chodeb pro uskladnění vína. Pod obcí se jich nachází cca 1 km.